# 羅丁石

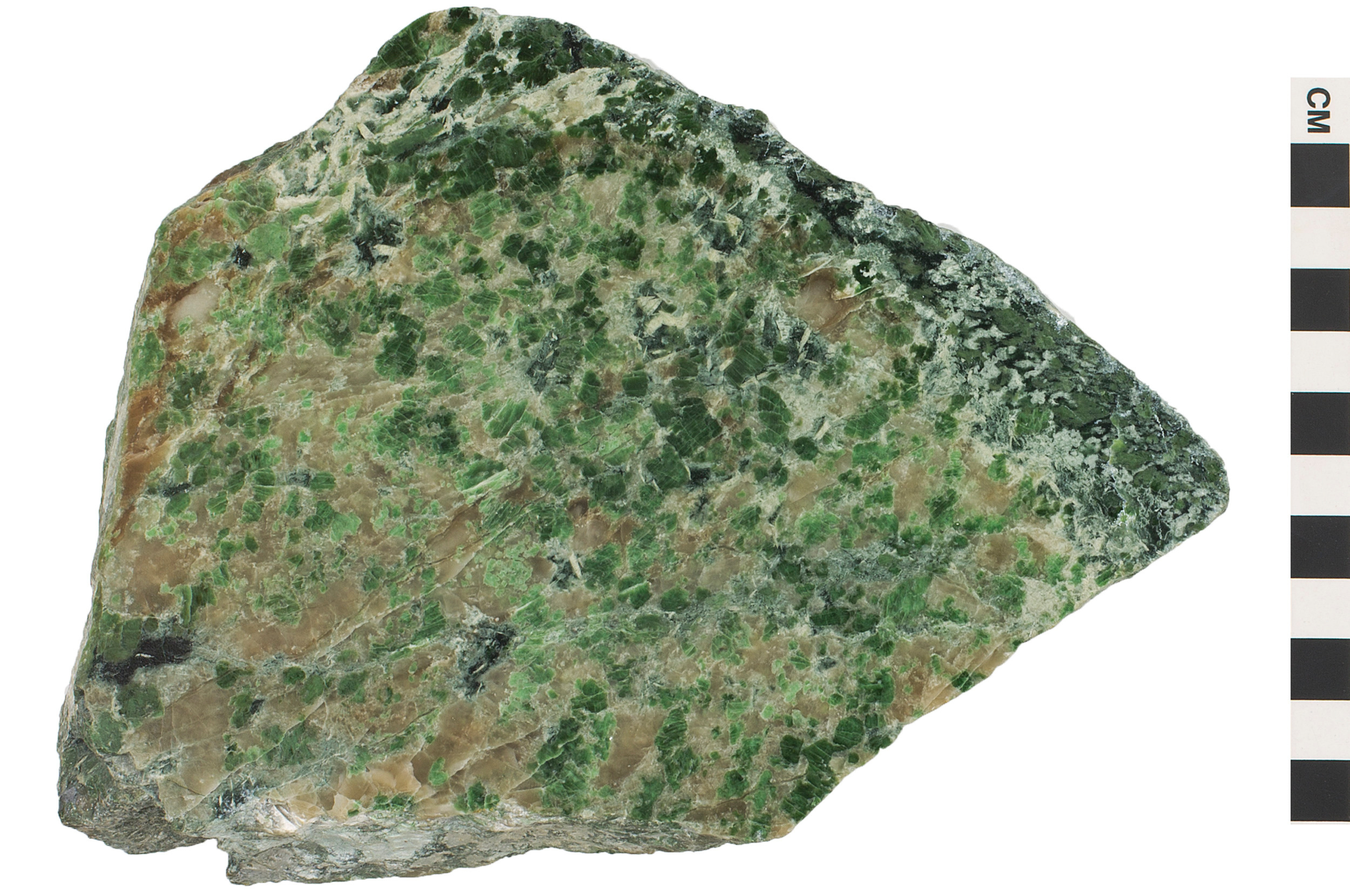
羅丁岩，地點：馬里蘭州

羅丁岩（英語：Rodingite）是由鈣鐵榴石、鈣輝石(calcic pyroxene)、符蘇岩(vesuvianite)、綠簾石和方柱石(scapolite)組成的交代變質岩 。 主要產於鎂鐵質岩石靠近蛇紋石化的超鎂鐵質岩石的地方。 當超鎂鐵質岩石被鎂鐵質岩石被蛇紋石化時，所排除的流體副產品含高 pH 值、Ca2+ 和 OH- ，與鎂鐵質岩石接觸後，發生交代變質作用，而造羅丁岩，羅丁岩的礦物組成變化很大，但都具有高鈣、和低矽的特徵。 羅丁岩產出最多的地方是蛇綠岩、蛇紋岩混雜岩、海底橄欖岩和榴輝岩地區中。 羅丁岩是根據在新西蘭，羅丁河出露的頓山蛇綠岩帶的露頭而命名。

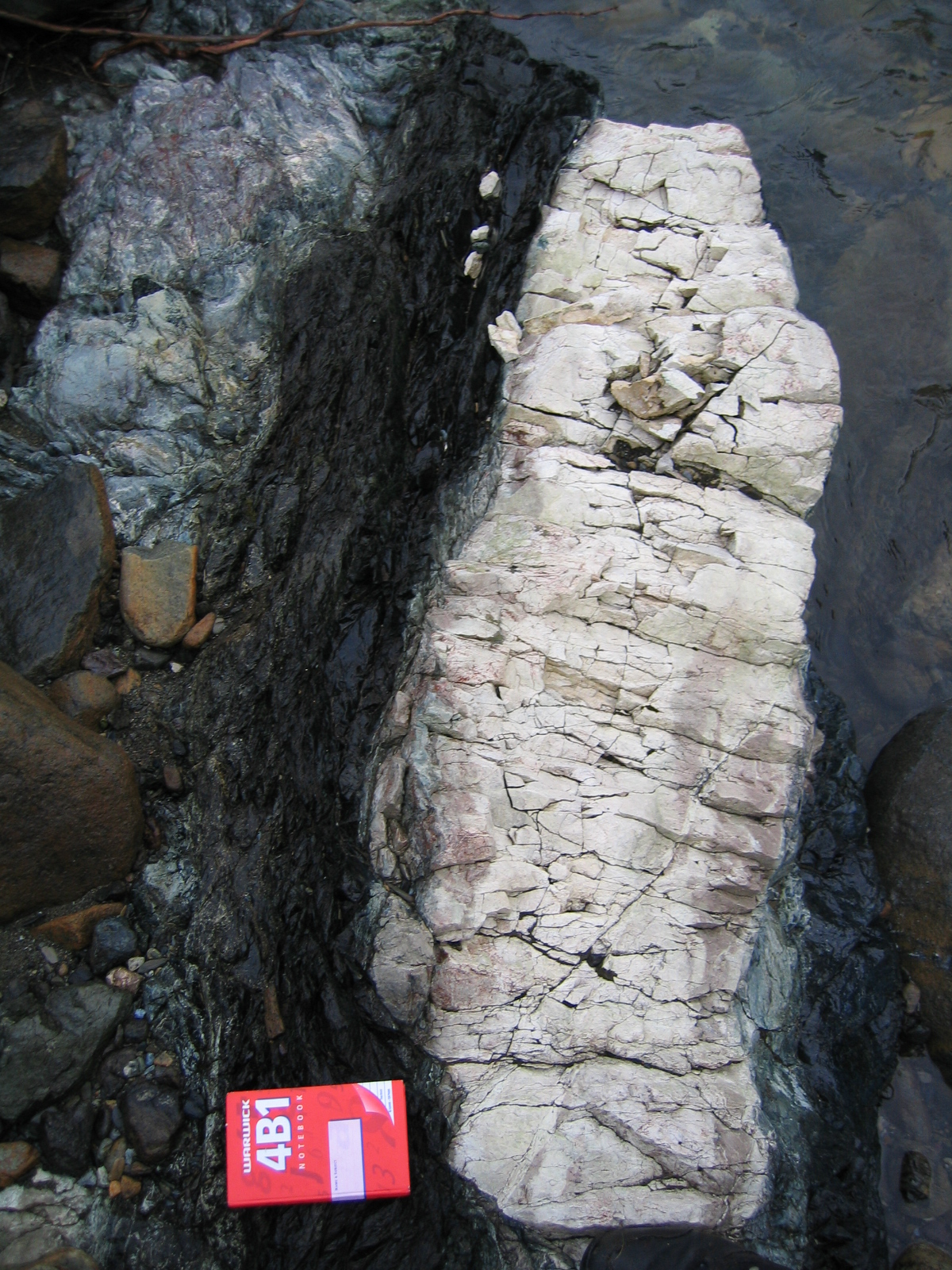
在蛇綠岩 (綠色)的羅丁岩岩墻(白色)， 地點：Dun Mountain 蛇綠岩帶, 紐西蘭

## 羅丁石化
羅丁石化的過程是漸變的。例如在蛇綠岩中的捕虏岩， 其中榴輝岩的羅丁石化 ，從體積，礦物組成，化學成分及紋理都呈現出連續變化。完全被羅丁石化的岩石，其礦物的組合與原岩差異很大。

## 全球元素循環
羅丁石化是全球元素循環重要作用之一。它能消除洋殼在變質時大量產出的的Ca。由於洋殼在地球表面的廣汎分佈，海洋岩石圈的超鎂鐵質岩在被石蛇紋岩化時，會釋出大量Ca。 而羅丁岩的形成就能吸收這些Ca。保持Ca元素在全球的平衡。羅丁岩中的穩定Ca 和放射性 Sr 同位素的組成，與地幔特徵相似，因此可證明羅丁石的 Ca 和 Sr 來自地幔
。